# Greguss Margit
Greguss Margit, Greguss Margit Amália (Budapest, 1890. február 16. – Budapest, Terézváros, 1942. április 14.) magyar színésznő.

## Élete
Sokgyermekes családban született, ahol a gyerekek mintegy fele fiatalon elhunyt. Greguss Alajos és Fábián Amália ötödik gyermekeként született, a pest-belvárosi plébánián keresztelték 1890. március 2-án. Greguss Zoltán színész nővére, Palágyi Lajos színigazgató harmadik felesége, akivel 1920. október 30-án kötött házasságot Szegeden. A Nemzeti Színház színtársulatában játszott. Halálát agyvérzés okozta.